# Cosmos (ブロックチェーン)
Cosmos(コスモス)とは、ブロックチェーン間の相互運用を目指したブロックチェーン・プラットフォームであり、「All in Bits Inc（Tendermint社）」が開発を主導する。異なるブロックチェーンが、分散型の仕組みでお互いに通信できるネットワークを「Internet of Blockchains（ブロックチェーンのインターネット）」と表現している。コンセンサス・アルゴリズムにProof of Stake（PoS）の仕組みを応用した「Delegated Proof of Stake（DPoS）」を採用する。

## 概要
Cosmos本体のブロックチェーンを「Cosmos Hub（コスモスハブ）」と呼び、コードネームは「Gaia」である。これはZONE(ゾーン)と呼ばれる互換性のあるブロックチェーンの中央台帳として機能する。ネイティブ通貨として「ATOM」が利用される。
各ブロックチェーンが集まるネットワークを「Cosmos network（コスモスネットワーク）」と呼ぶ。コスモスネットワークでは「Inter-Blockchain Communication protocol（IBC）」という規格で通信が行われている。ZOENを作るための開発ツールとして「Cosmos SDK」がある。

### ATOM
ATOMはトランザクションに必要な手数料を支払いやステーキングの報酬に使われ、またATOMの残高を用いてCosmos Hubの運営に関して投票を行える。

### IBC
IBCはデータの転送と認証、信頼性を処理するモジュール間の通信プロトコルであり、ネットワークの標準的な通信プロトコル群TCP/IPをモデルである。

### 略歴
2014年、Jae Kwon氏とEthan Buchman氏によって「Tendermint」の開発が始まる。Tendermintとは「中央管理者のいないネットワークで合意を取るための方法」をいう。
2016年にホワイトペーパーを発表し、コスモスの開発に携わる「Internetchain Foundation（ICF）」という財団が創設された。
2017年にはICFがICOを実施し、およそ1,700万ドル（約19億円）の資金調達を行った。
その2年後の2019年にCOSMOS HUBをローンチし、2021年3月にはIBCの機能が有効化された。2021年10月にはテストチェーン「Sagan」立ち上げとDeFiプラットフォーム「Emeris」とブロックチェーンゲーム会社Forteとの提携を発表した。